# Startbeveiliging
Een startbeveiliging is een elektrische beveiliging die het starten van een motorfiets voorkomt indien deze bijvoorbeeld in de versnelling staat of de jiffy nog uit staat. 
Dit is van belang om te voorkomen dat de motorfiets plotseling vooruit schiet als er in de versnelling gestart wordt. De motorfiets staat immers nooit op de handrem. Bij de meeste motorfietsen wordt de startbeveiliging uitgeschakeld wanneer de koppeling wordt ingeknepen, maar soms moet de versnellingsbak echt in de neutraalstand staan. 
Wanneer hierna met uitgeklapte standaard (de jiffy) wil wegrijden, grijpt de wegrijbeveiliging in: een sensor stelt de uitgeklapte standaard vast en de motor slaat af zodra deze in de versnelling wordt gezet.
De wegrijbeveiliging kan ook mechanisch werken: bij uitgeklapte standaard kan men de koppeling niet inknijpen en dus ook niet wegrijden. 
Rijden met een uitgeklapte standaard is gevaarlijk: bij een linker bocht raakt deze de grond waarna een valpartij kan volgen.